# Charles Morren
Charles François Antoine Morren (Gant, 3 de março de 1807 — Liège, 17 de dezembro de 1858) foi um botânico e horticultor belga e diretor do Jardin botanique de l'Université de Liège.

## Vida
Morren ensinou física na Universidade de Ghent entre 1831 e 1835. Ao mesmo tempo, ele estudou medicina e se formou em 1835. Tornou-se professor extraordinário de botânica na Universidade de Liège de 1835 a 1837 e professor titular de 1837 a 1854.

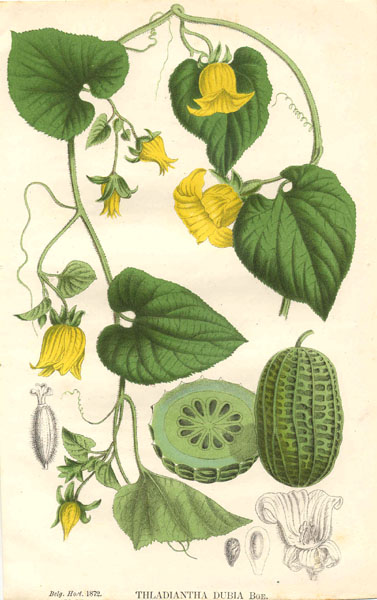
Thladiantha dubia
from La Belgique horticole

Morren descobriu que a flor de baunilha é polinizada pela abelha social e sem ferrão Melipona, que ocorre apenas no México, evitando a polinização natural em outros países. Hernán Cortés trouxe baunilha para a Europa, mas por mais de 300 anos o mecanismo de polinização permaneceu um mistério. Morren foi o primeiro a descobrir um método de polinização artificial, que possibilitou o cultivo de baunilha nas colônias francesas.
A polinização das vagens de baunilha é necessária para fazer com que as plantas produzam o fruto do qual a especiaria de baunilha é obtida. Em 1837, Charles François Antoine Morren descobriu esse fato e foi pioneiro em um método de polinização artificial da planta. O método provou ser financeiramente inviável e não foi implantado comercialmente. Em 1841, Edmond Albius, um escravo de 12 anos que vivia na ilha francesa de Reunião, no Oceano Índico, descobriu que a planta podia ser polinizada manualmente. A polinização manual permitiu o cultivo global da planta. O famoso botânico e colecionador de plantas francês Jean Michel Claude Richard afirmou falsamente ter descoberto a técnica três ou quatro anos antes, mas no final do século XX, Albius foi considerado o verdadeiro descobridor.
Ele era o pai de Charles Jacques Édouard Morren. Morren e seu filho produziram o jornal La Belgique Horticole (35 volumes, 1851–1885).
Morren também cunhou o termo fenologia, que se refere à disciplina científica que estuda os ciclos sazonais de animais e plantas. Morren usou pela primeira vez o termo fenologia em 1849 durante uma palestra pública na Academia de Bruxelas. O primeiro uso do termo fenologia em um artigo científico data de 1853, quando Morren publicou “Souvenirs phénologiques de l'hiver 1852-1853” (“Memórias fenológicas do inverno 1852-1853”). Este artigo descreve um inverno excepcionalmente quente, quando as plantas exibiram padrões fenológicos incomuns.

## Publicações
- Morren, C. (1838). Recherches sur le mouvement et l'anatomie du Stylidium graminifolium. Memória Acad. Roy. Ciência et belles lett., Brux.
- Morren, C. (1853) Souvenirs phénologiques de l'hiver 1852–1853. Bulletin de l'Académie Royale des Sciences, des Lettres et des Beaux-Arts de Belgique. Tomo XX, 1e partie, pp. 160-186.